# Dendrocitta frontalis
La urraca acollarada (Dendrocitta frontalis) es una especie de ave paseriforme de la familia Corvidae propia de las montañas del centro y este de la región indomalaya.

## Descripción
Esta ave es algo menor que la urraca azul y posee el cuerpo compacto y cola larga característico de este grupo. La frente, rostro y babero son negros, mientras que el pecho, cuello y hombros son de un color gris claro plateado o azulado. Su espalda y partes inferiores son de un tono pardo castaño. Las alas son blancas mientras que las primarias y la cola son negras.

## Distribución y hábitat
Habita al este del Himalaya, en el noreste de la India, Nepal y Birmania, además de en el norte de Vietnam, Su hábibitat natural son los bosques montanos.

## Ecología
Se alimenta principalmente de diversas especies de invertebrados, y caza termitas en vuelo; también consume frutos y bayas. Su nido es pequeño y prolijo a menudo ubicado en  matas de bambú, árboles pequeños o arbustos a la vera de un claro. Por lo general la puesta es de 3 a 5 huevos.  Su llamado es variado, contienen varias notas metálicas y una llamada de alarma que se asemeja a la llamada de otras especies de urracas.